# Arthur Breycha-Vauthier
Arthur Breycha-Vauthier (* 1. Juli 1903 in Wien, Österreich-Ungarn; † 15. Februar 1986 in Feldkirchen in Kärnten) war ein österreichischer Diplomat.

## Leben
Arthur Baron Breycha-Vauthier war ein Sohn des Ministerialbeamten Arthur Baron Breycha-Vauthier und der Maria von Czyhlarz, mit dem Adelsaufhebungsgesetz 1919 verloren sie ihre adligen Vorrechte. Er studierte von 1921 bis 1926 Rechts- und Staatswissenschaften. Ab 1928 war er zunächst Mitarbeiter der Bibliothek des Völkerbundes. Breycha emigrierte nach dem Anschluss Österreichs 1938 in die Schweiz. 1942 wurde er vom Deutschen Reich ausgebürgert. 
Ab 1945 war er Direktor der Bibliothek der Vereinten Nationen in Genf. Dort hatte er Kontakt mit Egon Ranshofen-Wertheimer. Von 1964 bis 1968 war Breycha-Vauthier österreichischer Botschafter in Beirut und von 1968 bis 1975 und von 1976 bis 1977 Direktor der Diplomatischen Akademie in Wien.

## Auszeichnungen
- 1975: Großes Silbernes Ehrenzeichen für Verdienste um die Republik Österreich[1]

## Schriften (Auswahl)
- Arthur Breycha-Vauthier, La Bibliothèque des Nations Unies de Genève, 1951.
- Sie trugen Österreich mit sich in die Welt (Broschiert – 1962).
- Die Zeitschriften der österreichischen Emigration 1934 - 1946 (Broschiert), Österreichische Nationalbibliothek (1960).
- A.C. Breycha-Vauthier de Baillamont: Die internationale Stellung des Malteser Ordens. Gestern und Heute. [Rom] 1958.
- A. C. BREYCHA-VAUTHIER, Deir Balamand : témoin de Cîteaux en terre libanaise. Bulletin du Musée de Beyrouth. 1967. XX. Paris, Adrien Maisonneuve, 1967.